# Helmbusch

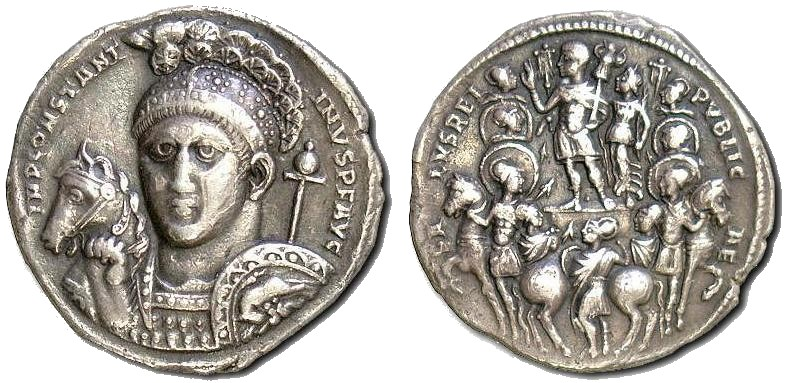
Porträt Kaiser Konstantins auf der Vorderseite eines Silber-Medaillons, geprägt in Ticinum (heute Pavia), 313, am Helmbusch ein Christogramm

Wappen des Landkreises Dithmarschen (seit 1559). Blasonierung: „In Rot auf silbernem galoppierenden Pferd mit goldenem Sattel, goldenem Zaumzeug und blauer Satteldecke ein golden gerüsteter, ein silbernes Schwert über dem Kopf schwingender Reiter mit silbernem Helmbusch.“

Ein Helmbusch ist ursprünglich ein Schmuck aus Federn, Tierfellen (Raupenhelm) oder auch Rosshaar, später auch dessen stilisierte Nachahmung durch andere Materialien, der meist als Rangabzeichen auf militärisch genutzten, soldatischen Helmen verwendet wird.

## Historische Beispiele und Darstellungen

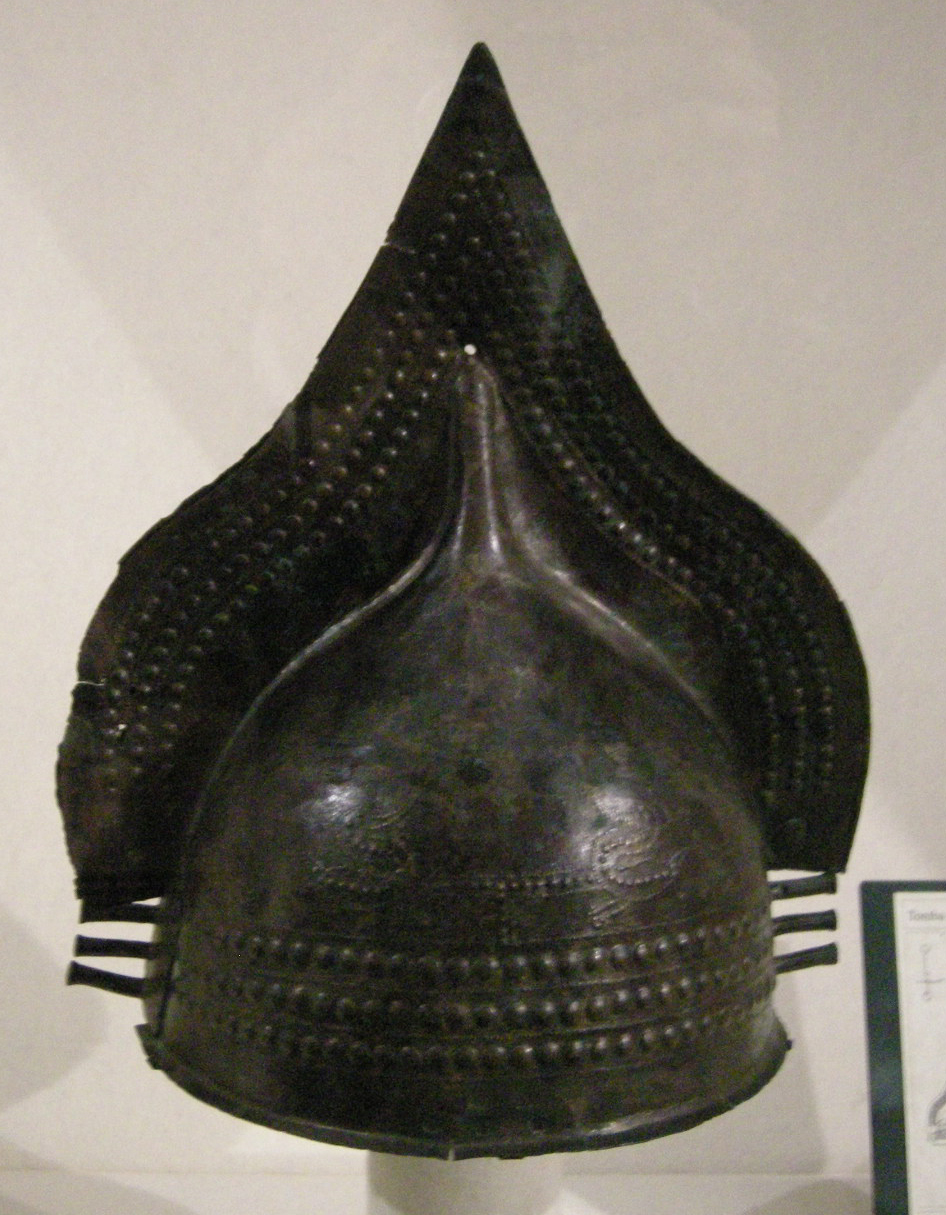
Etruskischer Kammhelm, um die Zeitenwende
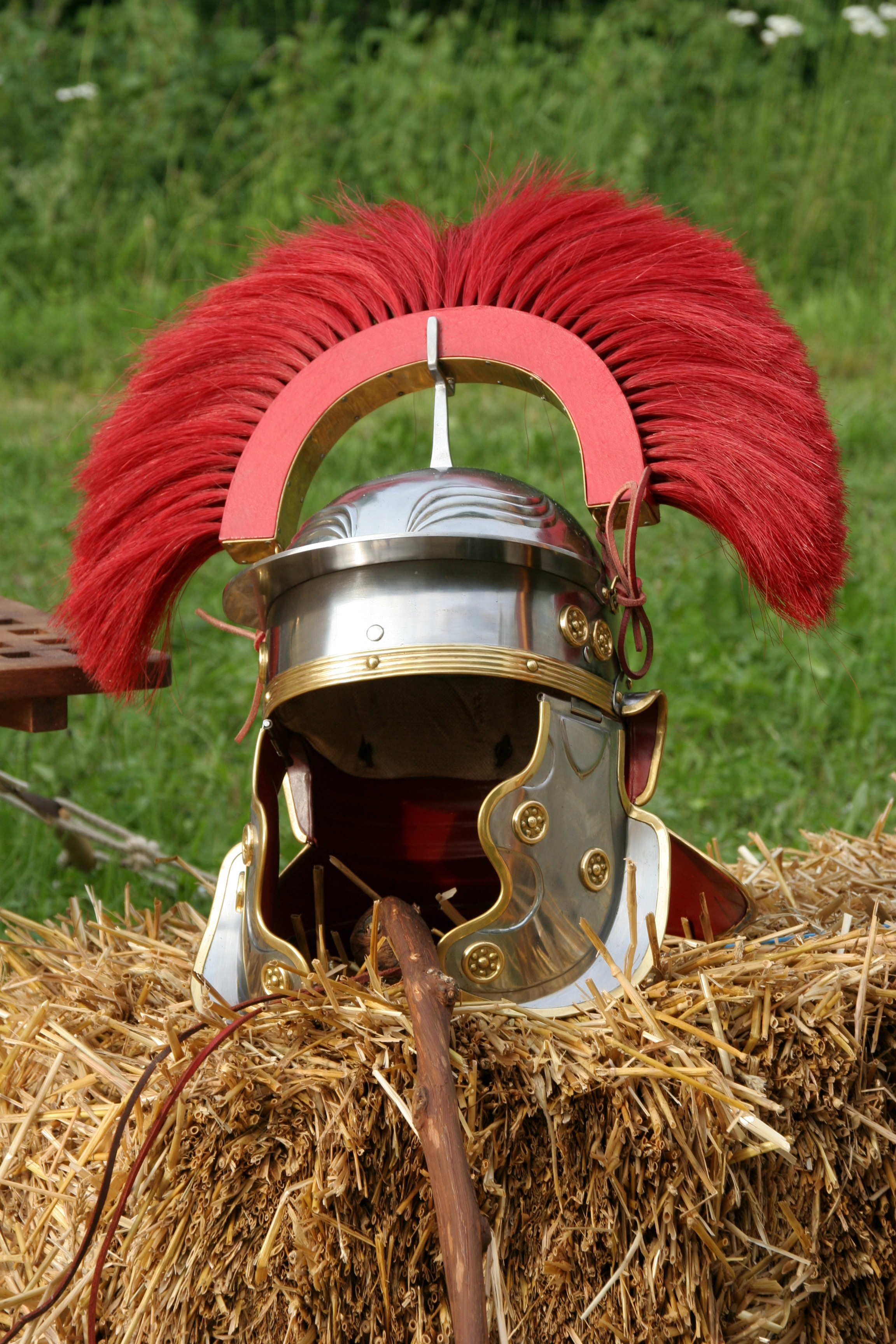
Crista transversa am Helm eines Centurio, Ende des 2. Jahrhunderts
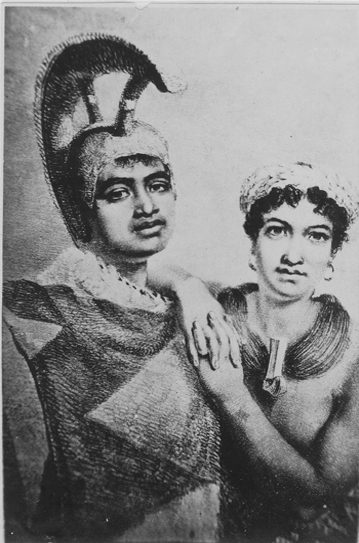
Gouverneur Boki of Oahu und seine Frau Liliha, gezeichnet 1824 von John Hayter. Boki trägt einen Helmbusch aus Federn.
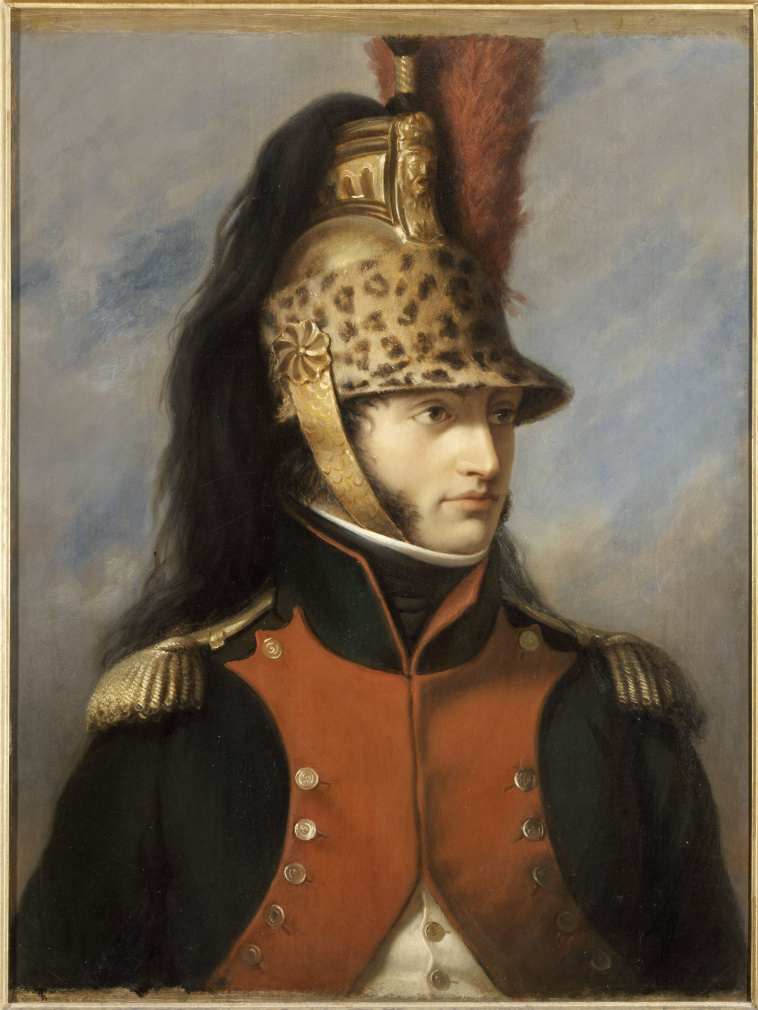
Louis-Bonaparte in der Uniform eines Dragonerobersten mit Rosshaarhelmbusch, gemalt 1852 von Charles Jalabert
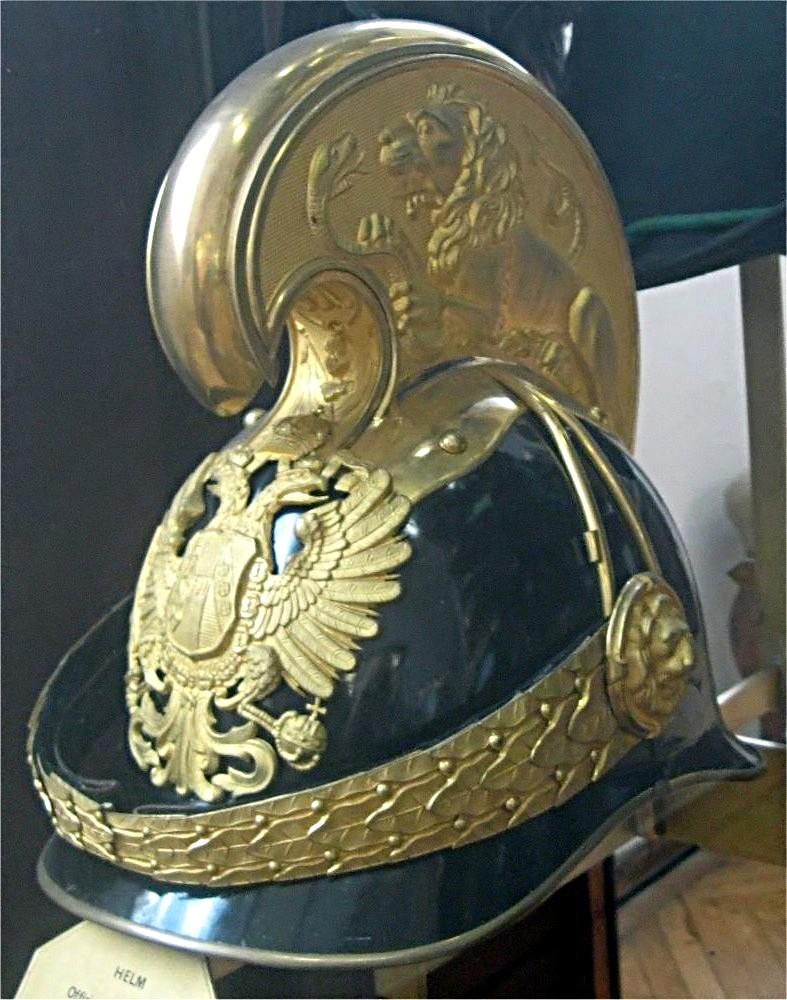
Helm eines österreichisch-ungarischen Dragoners, 19. Jahrhundert
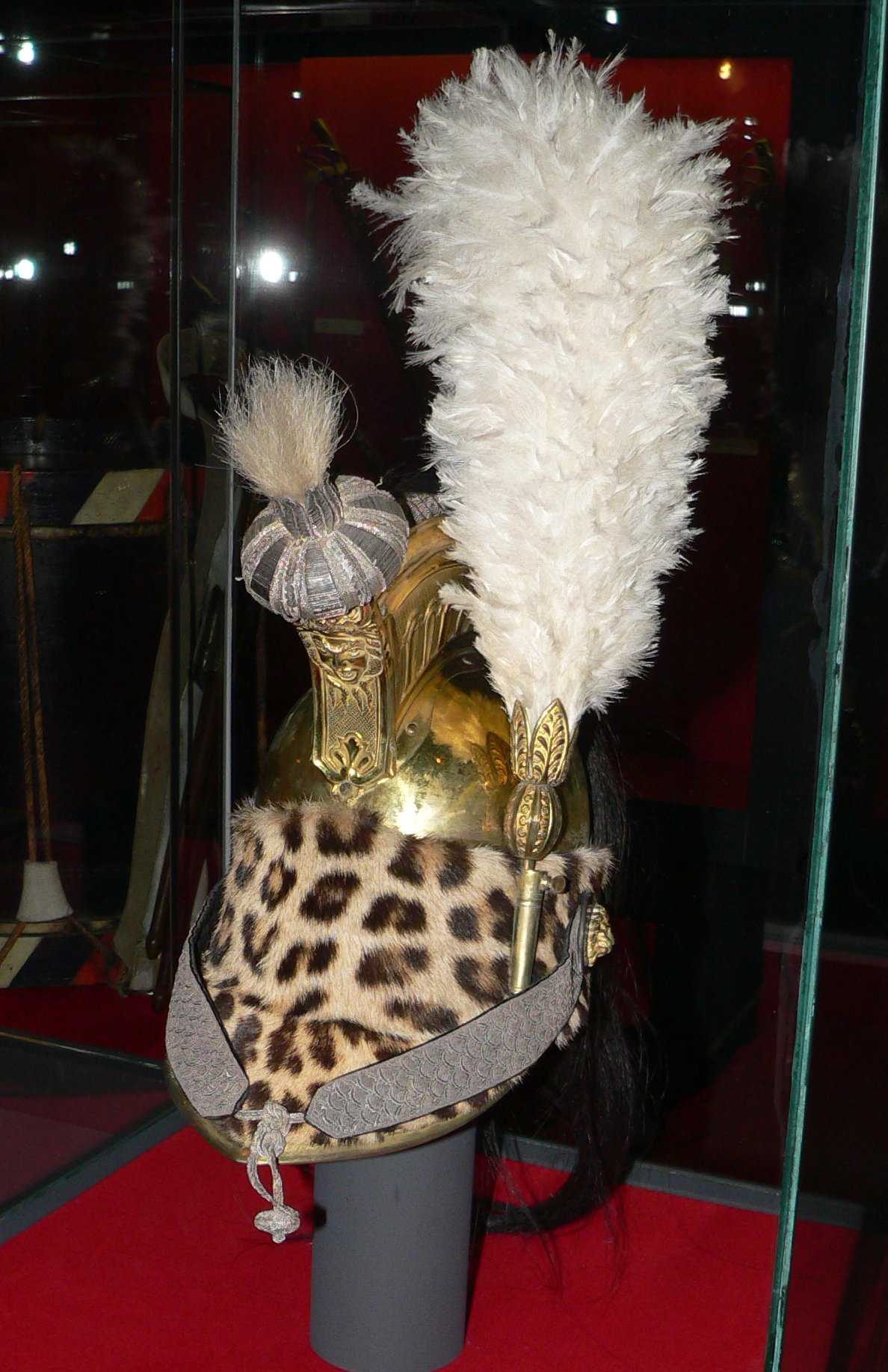
Helm eines französischen Dragoners, 19. Jahrhundert
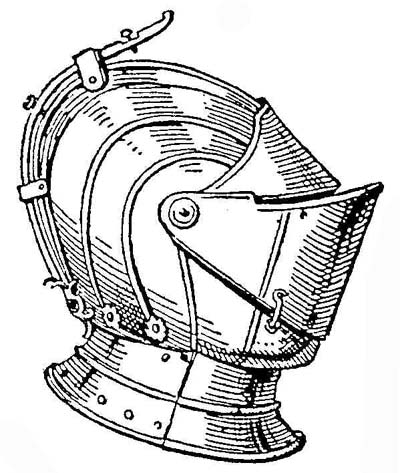
Halter für das Zimier an einem geschlossenen Visierhelm, 1890
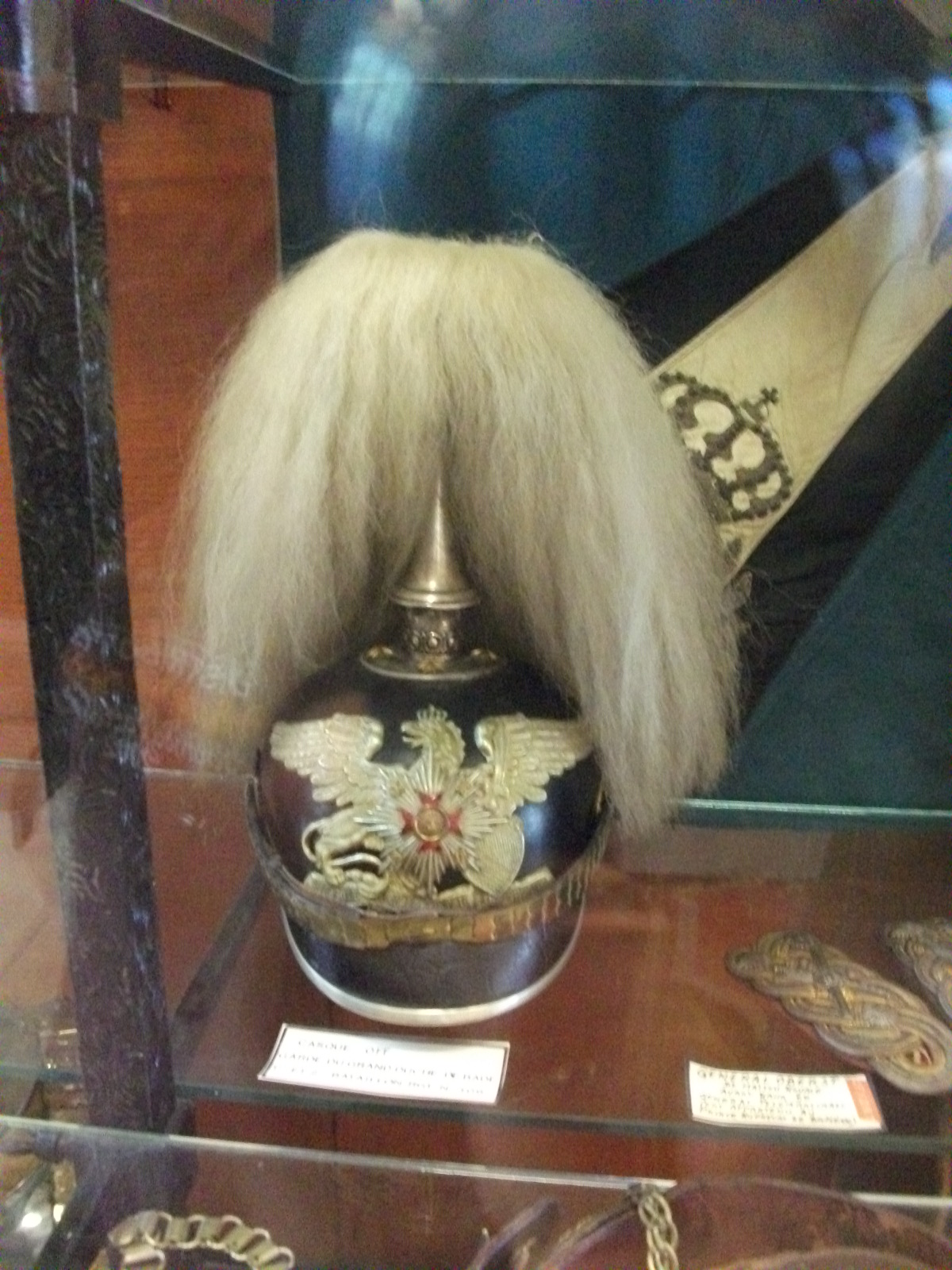
Offiziershelm (Pickelhaube) des 1. Badischen Leib-Grenadier-Regiments mit Paradehaarbusch, Erster Weltkrieg
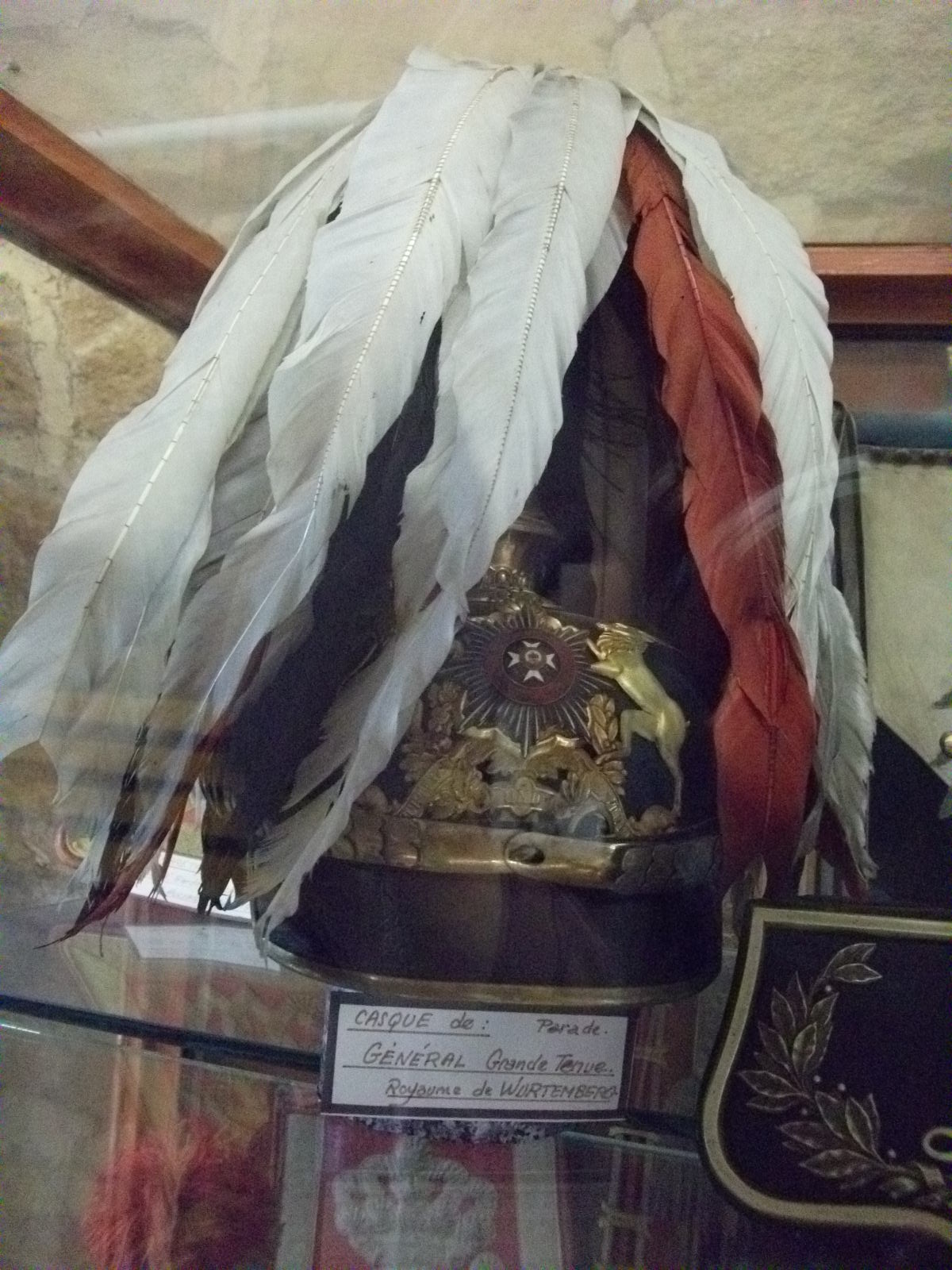
Württemberger Offiziershelm mit Federbusch, Erster Weltkrieg